# Tvorovice
Tvorovice (en allemand : Tworowitz) est une commune du district de Prostějov, dans la région d'Olomouc, en République tchèque. Sa population s'élevait à 274 habitants en 2023.

## Géographie
Tvorovice se trouve à 4 km au nord-nord-est du centre de Němčice nad Hanou, à 13,5 km au sud-est de Prostějov, à 24,5 km au sud d'Olomouc et à 216 km à l'est-sud-est de Prague.
La commune est limitée par Klenovice na Hané et Obědkovice au nord, par Polkovice et Uhřičice à l'est, par Hruška au sud et au sud-ouest, et par Pivín à l'ouest.

## Histoire
La première mention écrite de la localité date de 1357.

## Galerie

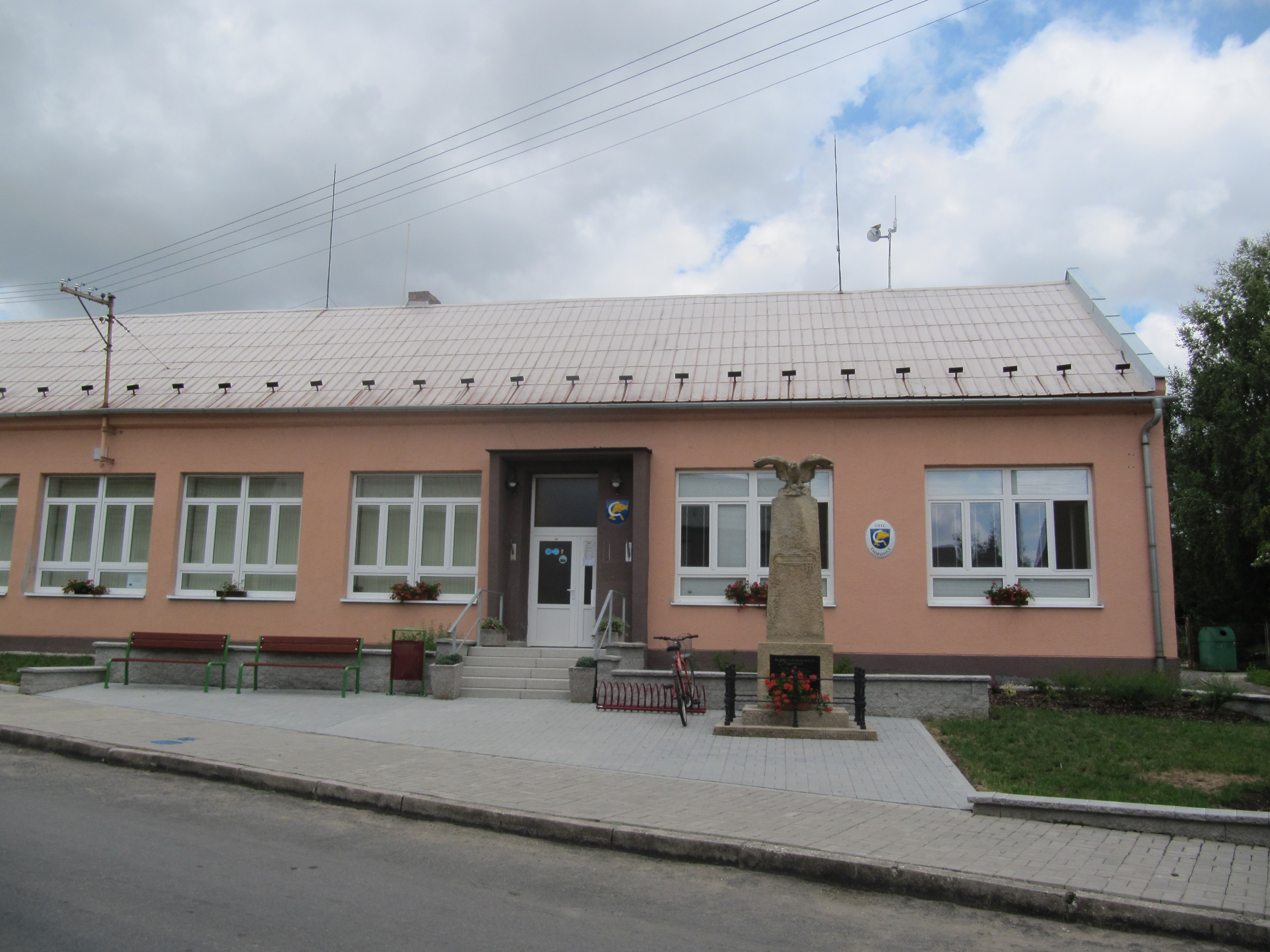
Tvorovice : la mairie.
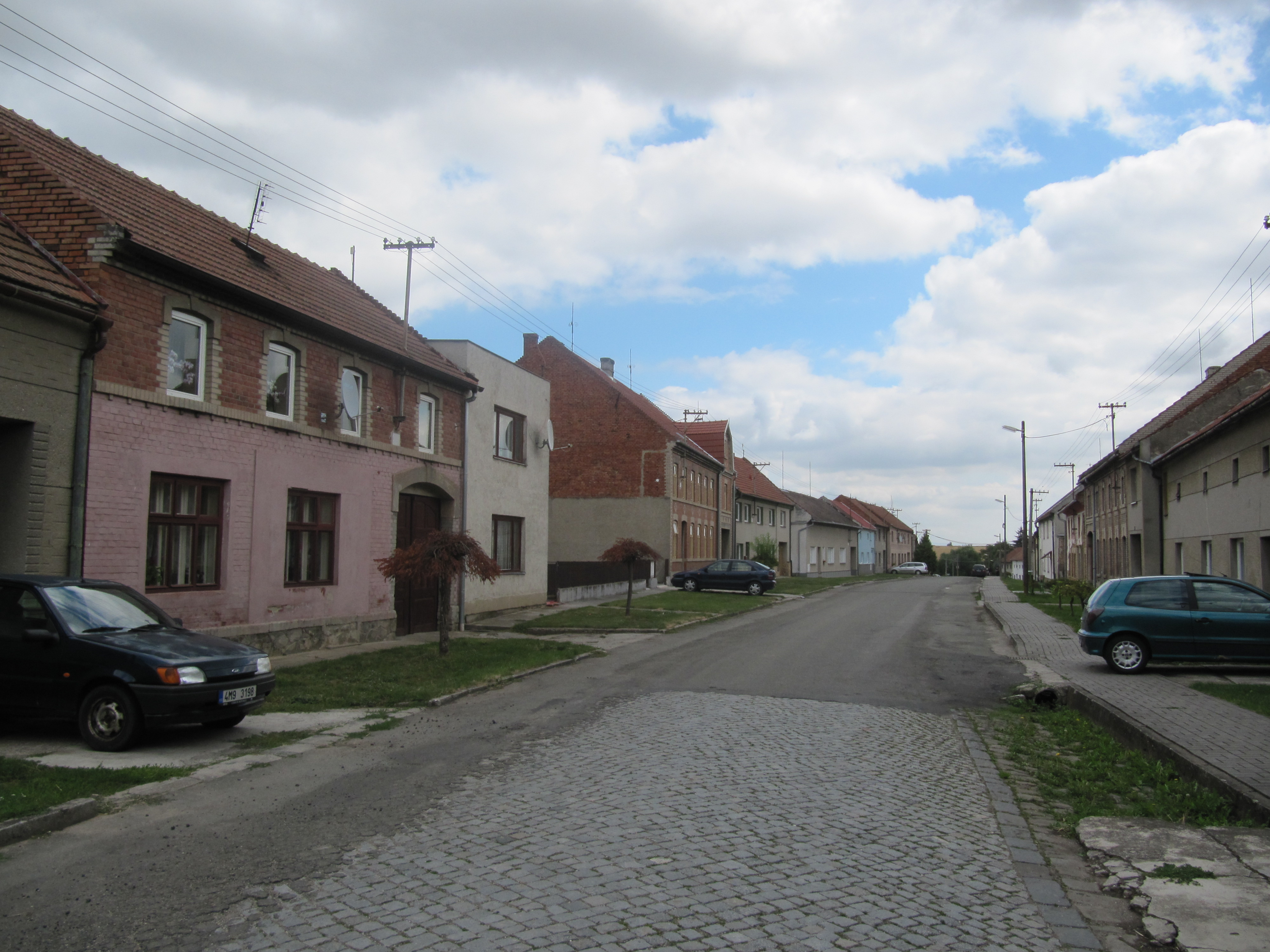
Une rue de Tvorovice.

## Transports
Par la route, Tvorovice se trouve à 5,5 km de Němčice nad Hanou, à 15,5 km de Prostějov, à 32 km d'Olomouc et à 265 km de Prague.